# Waldemar Matysik
Waldemar Józef Matysik  (født 27. september 1961 i Stanica, Polen) er en tidligere polsk fodboldspiller (midtbane).
Matysik karriere strakte sig fra 1979 til 1997, og startede i hjemlandet hos Górnik Zabrze. Her spillede han i otte sæsoner, og var med til at vinde hele tre polske mesterskaber i træk (1985-87). Senere i karrieren spillede han tre sæsoner i den franske Ligue 1-klub AJ Auxerre, og hos Hamburger SV i den tyske Bundesliga.
Matysik spillede desuden 55 kampe for det polske landshold. Hans debutkamp blev spillet 19. november 1980 i en venskabskamp på hjemmebane mod Algeriet, mens hans sidste optræden for polakkerne var VM-kvalifikationskamp 3. juni 1989 på udebane mod England.
Matysik var med til at vinde bronze ved VM i 1982 i Spanien. Her spillede han seks af holdets syv kampe i turneringen, inklusive bronzekampen mod Frankrig. Han deltog også ved VM i 1986 i Mexico, hvor han spillede tre af polakkernes fire kampe.

## Titler
Ekstraklasa
- 1985, 1986 og 1987 med Górnik Zabrze